# Trus Madi
Der Trus Madi oder Trusmadi (mal. Gunung Trus Madi) ist Malaysias zweithöchster Berg. Er befindet sich im Bundesstaat Sabah, 58 Kilometer südlich des Kinabalu. Der Trus Madi ist Teil der Trusmadi-Gebirgskette (Trus Madi Range).

## Besteigung
Da der Trus Madi unter der Verwaltung des Forestry Department und nicht, wie etwa der Kinabalu, unter der Verwaltung von Sabah Parks steht, bedarf die Besteigung des Trus Madi einer schriftlichen Erlaubnis, die mindestens zwei Wochen vor der Besteigung eingeholt werden muss.

## Flora und Fauna
Das Gebiet um dem Trus Madi ist für seine einzigartige Flora und Fauna bekannt. Besonders zu erwähnen ist dabei die Nepenthes macrophylla, eine Spezies der Kannenpflanzen.
Die Hybride Nepenthes × trusmadiensis ist nach dem Berg benannt.